# Geothelphusa aramotoi
Geothelphusa aramotoi is een krabbensoort uit de familie van de Potamidae. De wetenschappelijke naam van de soort is voor het eerst geldig gepubliceerd in 1973 door Minei.